# Fire and Rain
"Fire and Rain" is een nummer van de Amerikaanse singer-songwriter James Taylor. Het nummer verscheen op zijn album Sweet Baby James uit 1970. In februari van dat jaar werd het nummer uitgebracht als de tweede single van het album.

## Achtergrond
"Fire and Rain" is geschreven door Taylor en geproduceerd door Peter Asher, de helft van het duo Peter & Gordon. In het VH1-programma VH1 Storytellers vertelde Taylor dat het nummer gaat over verschillende ervaringen aan het begin van zijn carrière. De tweede regel, "Suzanne, the plans they made put an end to you" verwijst naar zijn jeugdvriendin Suzanne Schnerr, die zelfmoord pleegde toen Taylor in Londen zijn debuutalbum opnam. Daarnaast vertelde Taylor dat hij in een zware depressie zat na het uiteenvallen van zijn band The Flying Machine, wat resulteerde in de regel "Sweet dreams and Flying Machines in pieces on the ground". Taylor schreef het nummer in een afkickkliniek.
In een interview in 2005 verklaarde Taylor dat "Fire and Rain" in drie delen was geschreven. Het eerste deel gaat over Suzanne; zijn vrienden in zijn thuisstad verzwegen haar zelfmoord voor zes maanden voor hem omdat zij bang waren dat dit hem af zou leiden van zijn doorbraak. Het tweede deel gaat over de verslaving en depressie van Taylor, en de moeite die het kostte om hier vanaf te komen. In het laatste deel beshrijft hij hoe hij moest wennen aan zijn recentelijk verkregen beroemdheid en kijkt hij terug op de weg die hem daarheen leidde. De piano op het nummer werd gespeeld door Carole King. Zij schreef later het nummer "You've Got a Friend" als antwoord op de regel "I've seen lonely times when I could not find a friend" uit "Fire and Rain".
"Fire and Rain" werd een grote hit en bereikte de derde plaats in de Amerikaanse Billboard Hot 100, terwijl in Canada de tweede plaats werd bereikt. In het Verenigd Koninkrijk kwam het daarentegen niet verder dan plaats 42. In Nederland kwam het tot plaats 24 in de Top 40 en plaats 18 in de Hilversum 3 Top 30. Het tijdschrift Rolling Stone plaatste het nummer op plaats 227 in hun lijst The 500 Greatest Songs of All Time.

## Hitnoteringen

### Nederlandse Top 40
| Hitnotering: 14-11-1970 t/m 28-11-1970 | Hitnotering: 14-11-1970 t/m 28-11-1970 | Hitnotering: 14-11-1970 t/m 28-11-1970 | Hitnotering: 14-11-1970 t/m 28-11-1970 | Hitnotering: 14-11-1970 t/m 28-11-1970 |
| Week                                   | 1                                      | 2                                      | 3                                      |                                        |
| -------------------------------------- | -------------------------------------- | -------------------------------------- | -------------------------------------- | -------------------------------------- |
| Positie                                | 30                                     | 24                                     | 29                                     | uit                                    |

### Hilversum 3 Top 30
| Hitnotering: 21-11-1970 t/m 28-11-1970 | Hitnotering: 21-11-1970 t/m 28-11-1970 | Hitnotering: 21-11-1970 t/m 28-11-1970 | Hitnotering: 21-11-1970 t/m 28-11-1970 |
| Week                                   | 1                                      | 2                                      |                                        |
| -------------------------------------- | -------------------------------------- | -------------------------------------- | -------------------------------------- |
| Positie                                | 18                                     | 18                                     | uit                                    |

### NPO Radio 2 Top 2000
| Nummer met noteringen in de NPO Radio 2 Top 2000 | '99  | '00 | '01  | '02  | '03  | '04  | '05  | '06 | '07 | '08  | '09 | '10 | '11 | '12 | '13 | '14 | '15 | '16  | '17  | '18  | '19  | '20  | '21  | '22  | '23  | '24  |
| ------------------------------------------------ | ---- | --- | ---- | ---- | ---- | ---- | ---- | --- | --- | ---- | --- | --- | --- | --- | --- | --- | --- | ---- | ---- | ---- | ---- | ---- | ---- | ---- | ---- | ---- |
| Fire and Rain                                    | 1359 | -   | 1408 | 1098 | 1152 | 1503 | 1297 | 820 | 987 | 1053 | 682 | 762 | 867 | 765 | 766 | 753 | 879 | 1201 | 1207 | 1672 | 1412 | 1429 | 1690 | 1657 | 1728 | 1822 |

1. ↑  Een '-' betekent dat het nummer niet was genoteerd en een vetgedrukt getal geeft de hoogste notering aan.